# Distretto di Bordj Zemoura
Il distretto di Bordj Zemoura è un distretto della provincia di Bordj Bou Arreridj, in Algeria, con capoluogo Bordj Zemoura.

## Comuni
Il distretto di Bordj Zemoura comprende 3 comuni:
- Bordj Zemoura
- Ouled Dahmane
- Tassameurt